# Chiesa di San Sebastiano Martire al Crocefisso
La chiesa di San Sebastiano Martire al Crocefisso, nota come chiesa del Crocefisso, è un edificio sacro di Reggio Calabria che si trova sulla via Crocefisso.
La pianta è a navata unica. Sulla parete di sinistra si aprono la cappella del Battistero, la cappella del Santissimo Crocefisso ed il grande campanile. È inoltre presente un crocefisso di chiara scuola napoletana del XIX secolo.
Gli elementi liturgici, le sculture bronzee ed il tabernacolo sono opere dello scultore Michele Di Raco, mentre il presbiterio ospita un'interessante tela del Martirio di san Sebastiano, opera di Annunziato Vitrioli.

## Storia
La nascita della parrocchia di San Sebastiano Martire è antichissima: il primo documento storico risale alla fine del Quattrocento. Nella prima metà del Seicento la chiesa parrocchiale sorgeva nella stessa piazza della Cattedrale. Nel 1890 venne sconsacrata e la parrocchia fu interamente trasferita nella cattedrale. Dopo il catastrofico terremoto del 1783 e in seguito alla soppressione di molti conventi nell'anno 1784, fu assegnata alla parrocchia di San Sebastiano la chiesa del Crocifisso, annessa al convento dei francescani riformati, fondato in città nel 1647. La parrocchia si denominerà da questo momento "San Sebastiano al Crocefisso".
La chiesa e il grande crocefisso, opera di padre Giovanni da Reggio, morto nel 1660, andarono distrutti nel terremoto del 1908. L'edificio attuale fu aperto al culto nel 1937.

## Architettura
Il prospetto principale si presenta diviso in tre piani trabeati. Quello superiore termina con un timpano triangolare sormontato da un'artistica croce in ferro e, alle estremità, delle pietre lavorate. La parte centrale ha tre lesene per lato terminanti con capitelli ornati; al centro si apre una finestra circondata da lesene ai lati e in alto un timpano a lunetta, interrotta al centro da un medaglione con insegne vescovili. La parte inferiore ha due lesene per lato; al centro, il portale è delimitato da colonne a sezione circolare con capitelli ornati, sormontati da un timpano archivoltato. Il prospetto destro è interrotto nella sua continuità da lesene che nella parte superiore sono intervallate da finestre, le quali sono circondate da lesene ondulate sormontate da timpani a lunetta. Il prospetto sinistro è interrotto, nella parte inferiore, dalla cappella del battistero, da quella del SS. Crocefisso e dal campanile. Sul retro, il tempio presenta un timpano triangolare, come sul prospetto principale, ma è privo di croce. L'abside, maestosa nella sua imponente altezza, è nascosta nella parte inferiore dalle opere parrocchiali. L'interno, ad una sola navata, riproduce in buona parte le stesse forme architettoniche dell'esterno se si eccettuino piccoli particolari. Il tetto piano è interrotto dalle travi in cemento armato in corrispondenza dei pilastri delle pareti. Sulle pareti laterali si trovano delle nicchie che ospitano le statue di S. Pasquale, S. Rita, l'Addolorata, S. Giuseppe, il Sacro Cuore di Gesù.
Nel 1981 il lato sinistro è stato integrato con una cappella per dare degna collocazione al Crocefisso, che si trovava nella precedente chiesa e che dava il nome alla stessa. La Cappella ha una struttura architettonica semicircolare, interrotta da vetrate, con il soffitto a sezioni quasi regolari.